# Occupazione della Grecia da parte delle potenze dell'Asse
| Zone di occupazione della Grecia                                                                                              |
| Le zone di occupazione dell'Asse in Grecia: Italiana Tedesca Bulgara Possedimenti italiani precedenti alla guerra: Dodecaneso |

L'occupazione della Grecia da parte delle potenze dell'Asse (in lingua greca Η Κατοχή, I Katochi, che significa "L'occupazione") ebbe inizio nell'aprile del 1941 a seguito degli eventi dell'operazione Marita, quando le forze armate della Germania nazista invasero i Balcani assoggettando in rapida successione il Regno di Jugoslavia e il Regno di Grecia. La Grecia continentale fu divisa quindi tra Germania, Italia e Bulgaria, con l'Italia che occupò la maggior parte del paese. Le forze tedesche occuparono le aree strategicamente più importanti di Atene, Salonicco, la Macedonia centrale e diverse isole dell'Egeo, tra cui la maggior parte di Creta; i tedeschi occuparono anche Florina, rivendicata sia dall'Italia che dalla Bulgaria. La Bulgaria ottenne la Tracia e, in seguito, la Macedonia orientale. Quando l'imminente uscita dell'Italia dalla guerra divenne evidente, alla Bulgaria fu offerto di espandersi ulteriormente in Macedonia, cosa che però non avvenne mai a causa della forte resistenza greca.
L'occupazione della Grecia continentale ebbe termine nell'ottobre 1944, quando le forze tedesche evacuarono il paese sotto i colpi delle offensive degli Alleati; Creta e le isole dell'Egeo rimasero tuttavia sotto occupazione tedesca fino alla fine della seconda guerra mondiale in Europa nel maggio 1945.